# Stalemate
«Stalemate» es una canción formada por Ben´s Brothers y la famosa Anastacia. Se publicó como sencillo comercial el 26 de octubre de 2009. La canción es una preciosa balada en el que se unen dos voces formando una.

## Información de la canción
Stalemate es el segundo sencillo que anticipa y promociona el nuevo disco de este grupo, álbum que pese a que aún carece de título oficial, se sabe que se convertirá en su segundo álbum de estudio y que se publicó el 26 de octubre de 2009 mediante Island Records.
La canción ha sido escrita por “Jamie Hartman” y “Camilla Boler”, con la ayuda de una de las más grandes estrellas del R&B, soul, pop & rock internacional, la número 1 en ventas, Anastacia.
Jamie contactó a Anastacia con el objetivo de preguntarle, que le había parecido su primer sencillo, a lo que la diva inmediatamente respondió, que había quedado encantada.
Estas fueron sus palabras:
“Me enamore de la canción desde la primera vez que la oí, desde entonces me he sentido tan emocionada de poder agregar a uno de mis temas favoritos, mi propia voz…
Esto además de agradecer por la enorme oportunidad de trabajar junto a "Jamie”.
Island Records le ofreció el primer contrato discográfico al grupo, precisamente en el momento en que grababan “Apologise” (el primer sencillo debut).

## Videoclip
El videoclip se grabó durante el mes de septiembre y se publicó el 14 de octubre. En el video salen el grupo y la diva en un estudio cantando la canción. Es muy sencillo pero provoca emoción.

## Canciones
UK Promotional CD single
1. "Stalemate" (Radio Edit) — 3:45
2. "Stalemate" (Álbum versión) — 4:21

UK Digital single
1. "Stalemate" (Álbum Versión) — 4:21
2. "Stalemate" (Demo)[1]

### Versiones Oficiales
- "Stalemate" (Album version featuring Joss Stone) — 4:18
- "Stalemate" (Album version featuring Anastacia) — 4:21
- "Stalemate" (Radio Edit) — 3:45
- "Stalemate" (Music video) — 3:56